# Arcanobisium comasi
Arcanobisium comasi es una especie, única en su género, de arácnido del orden Pseudoscorpionida de la familia Syarinidae.

## Distribución geográfica
Es endémica de la provincia de Castellón (España). Vive en una cueva caliza del término de Cabanes.